# Ла Преса (Калифорнија)
Ла Преса (енгл. La Presa) насељено је место без административног статуса у америчкој савезној држави Калифорнија.

## Демографија
По попису из 2010. године број становника је 34.169, што је 1.448 (4,4%) становника више него 2000. године.
| Група             | 2000.          | 2010.          |
| Белци             | 12.238 (37,4%) | 8.950 (26,2%)  |
| Афроамериканци    | 4.739 (14,5%)  | 4.428 (13,0%)  |
| Азијати           | 3.215 (9,8%)   | 3.212 (9,4%)   |
| Хиспаноамериканци | 10.813 (33,0%) | 16.150 (47,3%) |
| Укупно            | 32.721         | 34.169         |